# جريس بانكر
جريس د. بانكر (بالإنجليزية: Grace D. Banker) (من مواليد 25 أكتوبر 1892 - تُوفيت 17 سبتمبر 1960). كانت المسؤولة عن تشغيل الهواتف لقوات الاستطلاع الأمريكية (AEF) في الجيش الأمريكي خلال الحرب العالمية الأولى (1917-1918). وقادت ثلاث وثلاثون امرأة في هذا المجال وكانوا معروفين باسم "Hello Girls". تم اختيارهم من نيويورك للسفر إلى فرنسا لتشغيل لوحات التبديل الهاتفية في جبهة الحرب في باريس، وفي تشاومونت، هوت مارن. كما أنهم كانوا يديرون لوحات تبديل الهاتف في مقر الجيش الأول في لينييه-أون-بارويس، على بعد حوالي 5 أميال (8 كيلومترات) إلى الجنوب من سانت ميهيل، وفيما بعد أثناء معركة غابة أرجون. تمت معاملة بانكر وأعضاء فريقها كمتطوعين من المواطنين ولم يتم الاعتراف بهم في البداية كأعضاء في الجيش. وفي عام 1919، تم تكريم بانكر بميدالية الخدمة المتميزة لخدماتها مع مقر قيادة الجيش الأول خلال هجمات سانت ميهيل ومعركة غابة أرجون.

## حياتها
ولدت بانكر في باسيك، نيو جيرسي في 25 أكتوبر 1892. بعد تخرجها من كلية بارنارد انضمت إلى شركة التليفون والتلغراف الأمريكي (AT & T) حيث عملت كمدرسة في لوحات المفاتيح. وخلال الحرب العالمية الأولى، تم اختيارها لرئاسة فريق مكون من ثلاثة وثلاثين مشغل للهاتف وكان الفريق مخصص للعمل في الحرب في فرنسا. كانت هذه أول مجموعة من النساء اللائي حصلن على الاسم الشهير Hello Girls.
أبحرت بانكر مع أعضاء فريقها من نيوجيرسي في 6 مارس 1918، لتولي المهمة كمشغل رئيسي لمقر الجيش الأول في باريس. وبعد وصولها مع فريقها في إنجلترا، أبحرت المجموعة بالعبّارة عبر القناة الإنجليزية. كان الطقس سيئ في ذلك الوقت، وبالتالي منع العبارة من الوصول إلى الشواطئ الفرنسية، وكان لا بد من ترسيخها على بعد بضعة أميال لحين تحسن الجو. جعل هذا الموقع السفينة هدفا سهلا للقصف الألماني (في ذلك الوقت، تعرضت سفينة واحدة من أصل أربعة للقصف)، وظل أعضاء الفريق على أهبة الاستعداد لإخلاء السفينة في وقت قصير. بقيت مجموعة النساء على سطح السفينة في العراء لمدة ثمان وأربعين ساعة متواصلة. هذا الموقف لم يزعج بانكر أو أعضاء فريقها.
عند وصولها إلى باريس، تم إرسال بانكر وفريقها إلى مقر قسم Advance في شومونت سور هوت مارن، الذي كان في ذلك الوقت مقر الجنرال جون بيرشنغ. وبعد خمسة أشهر، طُلب من بيكر الانتقال إلى جبهة الحرب، إلى مقر الجيش الأول في لينييه-أون-بارويس، جنوب سانت ميهيل. في 25 أغسطس 1918، انتقلت إلى جبهة القتال مع خمسة فقط من مساعديها. لهذه العملية في سانت-ميشيل، كان على بانكر أن تختار من أفضل المساعدين لهذا المنصب، فاختارت: سوزان بريفوت وإستير فريسنيل وهيلين هيل وبيرت هانت وماري لانج. وقد كانت كل واحدة منهم مزودة بأقنعة واقية من الغازات والخوذات، وكانت تعمل في خنادق لأن الخطر حقيقيا.
خلال العمليات الهجومية في سانت ميهيل، وعلى الرغم من أن القصف المدفعي كان ساري المفعول، قامت بانكر وفريقها بتشغيل لوحات المفاتيح. وعندما انتقل مقر قيادة الجيش الأول إلى بار لو دوك في سبتمبر، اضطرت بانكر ومساعديها للعمل في مكان واسع وكان ذلك يشكل خطورة عليهم حيث كانوا يعملون تحت القصف الشديد من قبل الطائرات الألمانية، ولكن لم يصب أي من أعضاء الفريق بأذى. كانوا يعملون في ظل ظروف مناخية قاسية بدون تدفئة وتم تدمير سكناتهم في وقت لاحق، مما جعل الظروف أكثر قسوة.
بعد الهدنة في11 نوفمبر 1918، توقف القتال. وبعد ذلك أُمرت بانكر وفريقها بالعودة إلى باريس. ثم تم إقالة بانكر في البداية للعمل في المقر المؤقت للرئيس وودرو ويلسون. ولأنها لم تجد هذه الوظيفة مثيرة بمقارنة العمل في جبهة الحرب، قبلت عرضًا للانتقال إلى جيش الاحتلال في كوبلنز بألمانيا. وهناك حصلت على وسام الخدمة المتميزة.
بعد العمل لمدة عشرين شهراً في جبهة الحرب، في سبتمبر 1919، عادت بانكر وباقي فريقها إلى ديارهم. ومن جهته، أشاد الجنرال إدغار رسل، كبير مسؤولي الإشارات في AEF ، بخدمة بانكر وفريقها بأنهم «لا غنى عنهم». أشارت بانكر بعد ذلك بأنها قد تم اختبارها من قبل ضابط مخابرات حول قدرتها على الاحتفاظ بسرية المهمة، والتي كانت تدور حول نشرها خارج الوحدة. وعن عملها في جبهة الحرب، قالت إن «السرية المحيطة بعملياتها أعطتها هالة من الرومانسية وتميزاً عن العمل المدني». وبعد عودتها من جبهة الحرب مع فريقها قالت «لقد عدنا في المشاجرات التافهة للحياة المدنية».
عندما عادت بانكر وفريقها بعد الحرب إلى الحياة المدنية، تمت معاملتهم كمتطوعين من المواطنين ولم يتم الاعتراف بهم كأعضاء في الجيش. لم يتم إعطائهم «تفريغ رسمي أو حتى شهادة خدمة».
توفيت بانكر في 17 سبتمبر 1960، في سكيرديل (نيويورك). وفي عام 1977، أصدر الكونغرس الأمريكي تشريعًا اعترف بها على وجه الخصوص كمديرة لفريق العمل وعاملهم على أنهم «قدامى المحاربين».

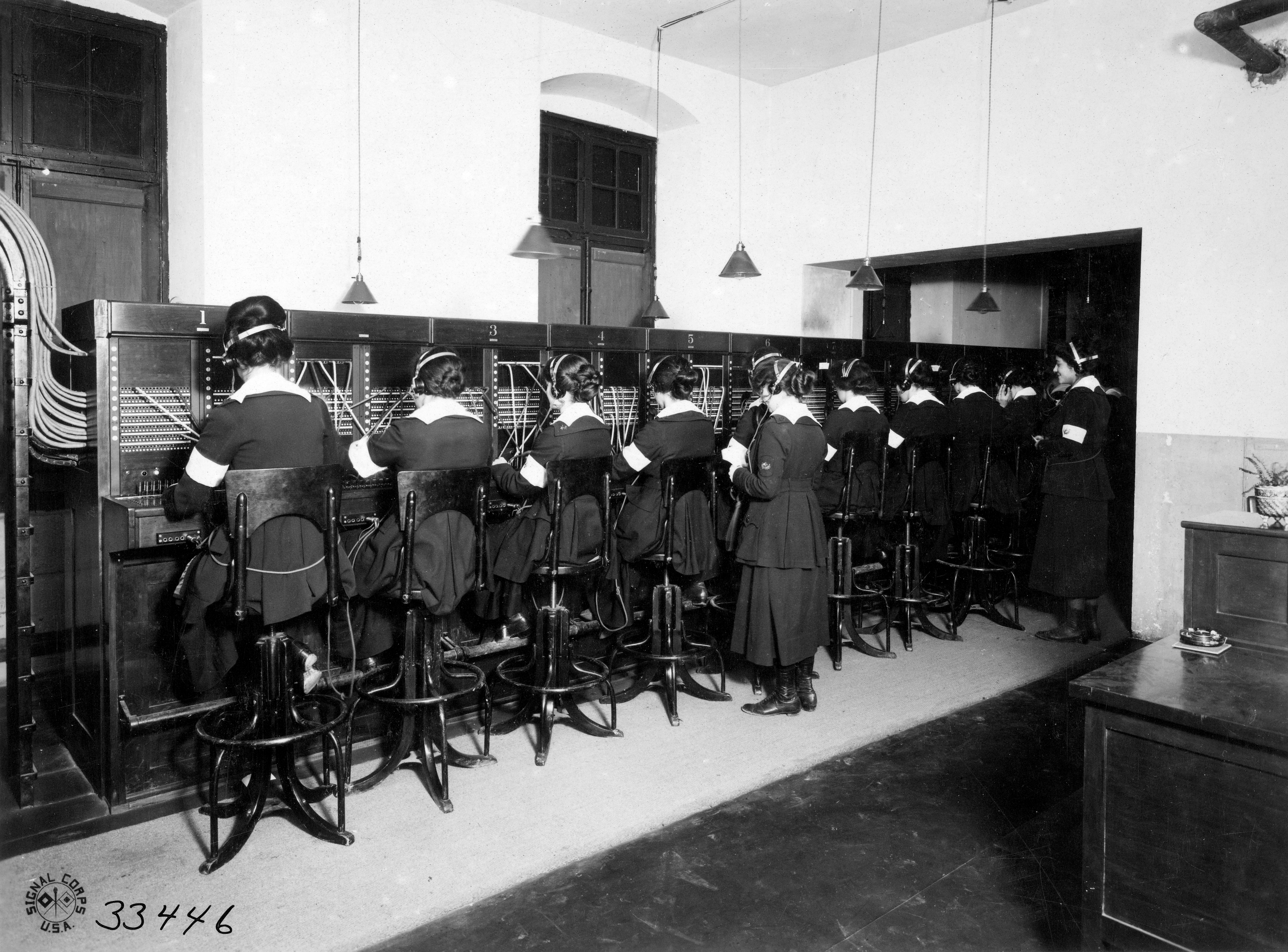
فريق بانكر المعروف باسم"Hello Girls" يقوم بتشغيل لوحات المفاتيح في تشاومونت، فرنسا خلال الحرب العالمية الأولى.

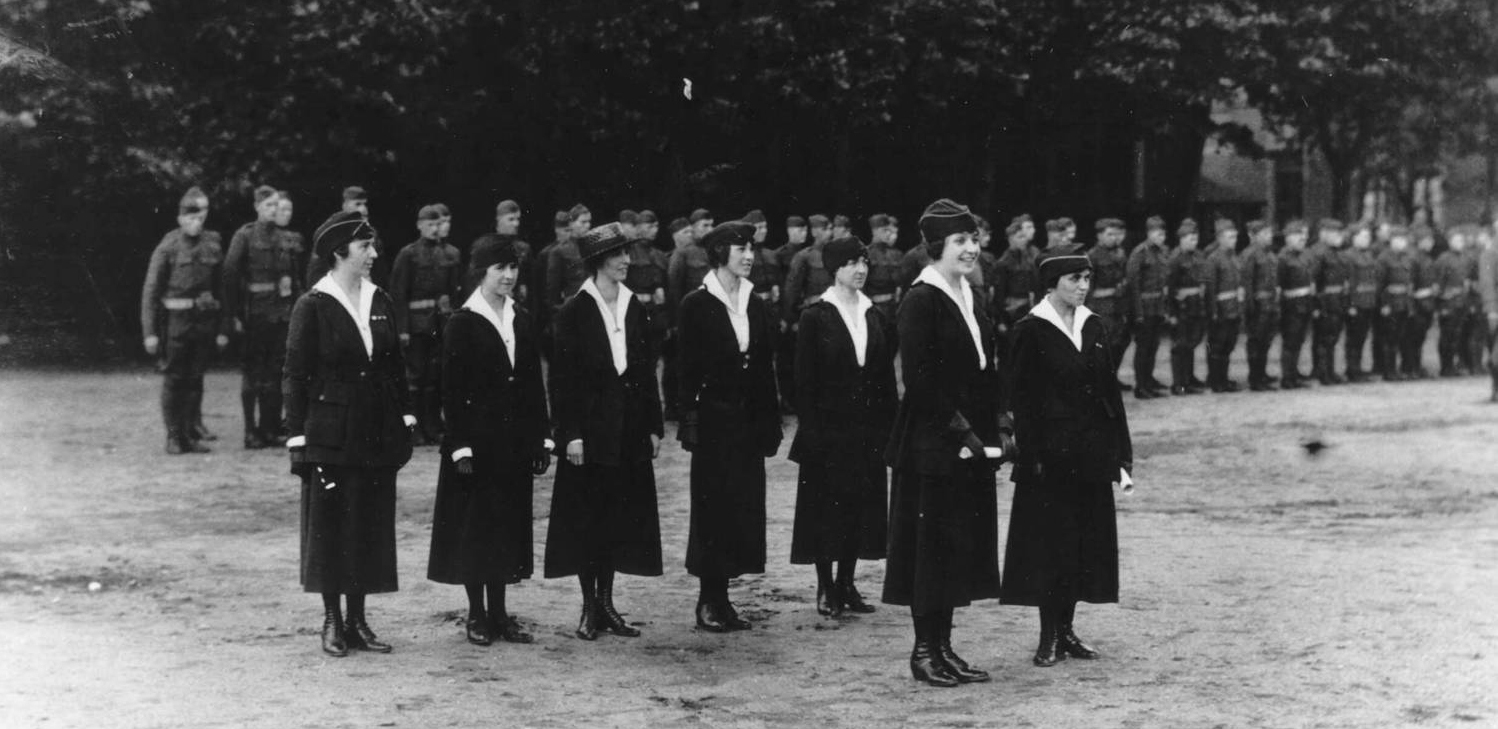
بانكر في الصف الأول على اليسار مع فريقها "Hello Girls"

## تكريمها
في 26 مايو 1919 تم تكريم بانكر بميدالية الخدمة المتميزة عن خدماتها مع مقر قيادة الجيش الأول خلال هجمات سانت ميهيل ومعركة غابة أرجون، وكُتب لها: «من أجل قدرتها الإستثنائية... وتفانيها الدؤوب لواجباتها الصارمة في ظل الظروف الصعبة.... نجحت الخدمة الهاتفية خلال عمليات الجيش الأول بقيادة بانكر وفريقها ضد سانت ميشيل البارز».